# World Memory Sports Council

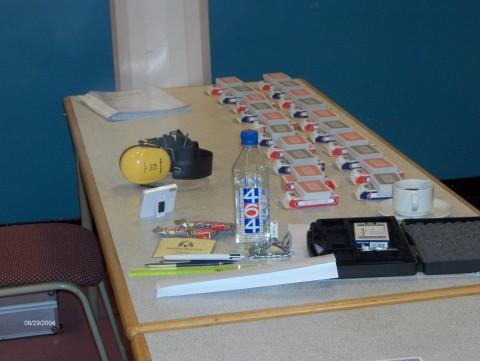
Teilnehmertisch bei den Gedächtnisweltmeisterschaften

Das World Memory Sports Council ist der internationale Gedächtnissportverband.
Geleitet wird das WMSC von dem bekannten englischen Psychologen und Mentaltrainer Tony Buzan.
Das WMSC Ausrichter der jährlichen Gedächtnisweltmeisterschaften, auf denen seit 1990 der Gedächtnisweltmeister gekürt wird.